# Società Sportiva Calcio Bari
La Società Sportiva Calcio Bari, más conocida simplemente como S.S.C. Bari o Bari, es un club de fútbol de Italia con sede en la ciudad de Bari, en la región de Apulia. Fue fundado en 1908 como Foot-Ball Club Bari y refundado varias veces, por última vez en 2018. Compite en la Serie B, la segunda categoría del fútbol italiano.
El Bari es, estadísticamente, el más exitoso de la región de Apulia, en términos de temporadas en la Serie A, y está entre la élite del fútbol italiano del Mezzogiorno, siendo tercero tras el Napoli y el Cagliari. El club ocupa el puesto 18.º en la clasificación histórica de la Serie A. Su título más notable es la Copa Mitropa de 1990.
Uno de los principales logros particulares en la historia del club ocurrió en 1996, cuando Igor Protti se convirtió en el capocannoniere de la Serie A con 25 goles. El club dio jugadores de primer nivel al mundo futbolístico como Antonio Cassano, nacido en Bari.

## Historia
El Foot-Ball Club Bari se fundó en la ciudad el 15 de enero de 1908 y, como en la mayoría de los primeros clubes de fútbol italiano, personas extranjeras estuvieron envueltas en la fundación del club. Entre los principales fundadores figuraron: el austriaco Floriano Ludwig, el suizo Gustavo Kuhn y un comerciante nativo de Bari llamado Giovanni Tiberini.

El escudo de la ciudad de Bari, del cual derivan los colores del club.

Los primeros jugadores eran, en su mayoría, de nacionalidad no italiana. El F.B.C. Bari original incluía: el fundador Ludwig, junto a Barther (inglés), Bach (suizo), Attoma, Roth (suizo), Labourdette (español), Jovinet (francés), Giordano, Gazagne (francés), Randi y Ziegler. Originalmente, el club llevaba camisas de color rojo oscuro con pantalón blanco, en sus comienzos cuando disputaban los partidos contra los marineros ingleses en el campo de San Lorenzo, en la zona de San Pascual de Bari.
Aunque el club fue fundado a comienzos de siglo, los clubes de Mezzogiorno no fueron muy bien representados en los primeros campeonatos de fútbol italiano y, por tanto, el F.B.C. Bari no participó en las primeras temporadas. De hecho, solo la región Campania, donde se encuentra Nápoles, contaba con una liga regional en esa zona antes de la Primera Guerra Mundial.
En ese momento otros clubes de la ciudad habían comenzado a jugar también al fútbol, incluyendo el Foot-Ball Club Liberty, que originalmente llevaba camiseta de rayas blancas y azules y se fundó como un club de disidentes del F.B.C. Bari, en 1909, y sus rivales, la Unione Sportiva Ideale, que usaban rayas verdes y negras. En 1915 la Primera Guerra Mundial provocó la desaparición del F.B.C. Bari. De hecho, fue el Liberty el que se convirtió en el primer club de la provincia de Bari en participar en el Campeonato Italiano de Fútbol; eso fue durante la temporada 1921-22, cuando los principales clubes del país tuvieron una polémica con la FIGC.
La campaña siguiente, el Ideale se convirtió en la primera parte de Bari que llegó a las semifinales del campeonato sureño del país, pero perdieron ante la Lazio. En la temporada 1924-25 el nuevo F.B.C. Bari, refundado en 1924 con el mismo nombre, descendió y desapareció definitivamente, mientras que el Liberty llegó a las semifinales del campeonato sureño antes de perder contra el Alba Roma. El 3 de febrero de 1927 el Liberty decidió cambiar su nombre por el de Bari Football Club.

### Unione Sportiva Bari
Todo el fútbol italiano estaba cambiando durante ese período y comenzando a ser más organizado, con fusiones que se estaban llevando a cabo en Nápoles, Florencia y Roma en la misma época. En Bari también se llevó a cabo una operación similar, que daría lugar a un club unido para representar a la ciudad: de hecho, el 27 de febrero de 1928, el Bari F.C. y el U.S. Ideale se fusionaron para crear la Unione Sportiva Bari. Inicialmente, el equipo llevó la camiseta con las rayas blancas y azules del Bari F.C., pero ya en la temporada siguiente fueron utilizados los colores blanco y rojo de la ciudad de Bari.
Tras el Campeonato Italiano de 1928-29, la liga se reorganizó y el Bari entró en la Serie B. Uno de sus jugadores, Raffaele Costantino, fue convocado con la selección italiana de fútbol convirtiendo al Bari en el primer club de Serie B que contribuyó con un jugador a la selección azzurra.

### Associazione Sportiva Bari

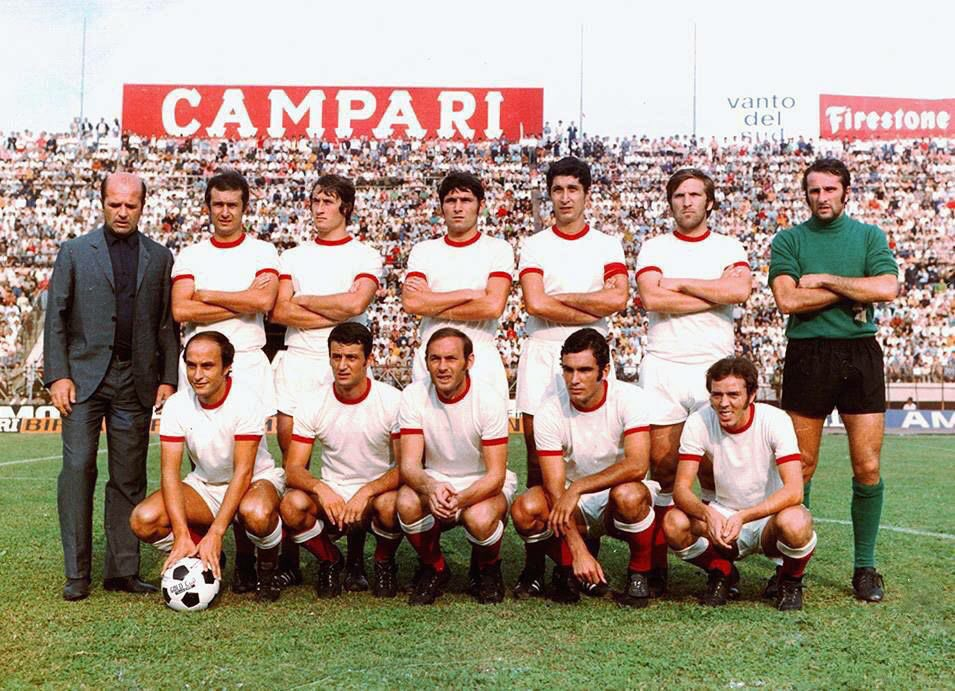
A.S. Bari en la temporada 1970-71

Los años 1930 y 1940 fueron la edad de oro del equipo, ya como Associazione Sportiva Bari, ya que estuvo gran parte de ese tiempo en la Serie A, con un exitoso 7.º puesto en 1947.
En la década de 1950 compaginó un fuerte declive y una igualmente rápida reactivación hacia finales de la década para pasar tres años más en la Serie A (1958-61). Las estrellas del equipo en este período fueron Biagio Catalano y Raúl Conti. El club regresó a la Serie A en dos ocasiones más en este período (1963-64 y 1969-70) con esa última temporada especialmente dramática, con solo 11 goles. El Bari descendió en 1974 a la Serie C, terminando la temporada con solo 12 goles a favor y 26 en contra tras 38 partidos.
A finales de 1970 el Bari regresó a la Serie A pero volvieron a descender tras caer en la promoción de 1982. Tres años más tarde, en 1985, los galletti ascendieron nuevamente a la Serie A y se hicieron con los futbolistas ingleses Gordon Cowans y Paul Rideout, pero no pudieron impedir un nuevo descenso a Serie B.

#### Éxitos y nueva crisis (1990-2001)

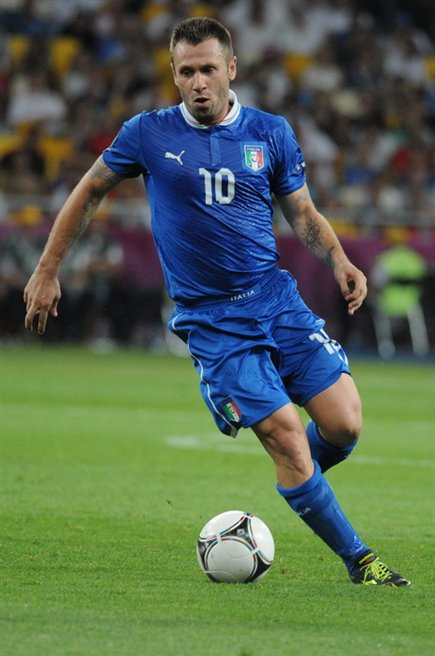
Antonio Cassano, jugador formado en la cantera del Bari.

La vuelta a la Serie A en 1989 fue una de las más exitosas, ya que la squadra biancorossa contaba con estrellas como el defensor Giovanni Loseto, el centrocampista Pietro Maiellaro y delantero brasileño João Paulo, que consiguieron un respetable 10.º puesto en 1990, su última temporada en el viejo estadio Della Vittoria. La temporada siguiente el Bari estrenó su nuevo estadio, San Nicola, construido para el Mundial de Italia '90. En ese mismo año el equipo del gallo consiguió la Copa Mitropa. El Bari continuó tres cursos consecutivos en la Serie A, pero bajó nuevamente a Serie B en 1992, a pesar de contar un buen equipo formado por estrellas internacionales como Zvonimir Boban, David Platt y Frank Farina.
Dos años más tarde, sin embargo, el Bari subió de nuevo a la Serie A. Los aficionados vieron la explosión de Igor Protti, que logró convertirse en el máximo realizador del calcio con 24 tantos. En ese momento el Bari contaba con una de las duplas más poderosas de la Serie A, la formada por el propio Igor Protti y Kenneth Andersson, que firmaron 36 goles entre los dos.
Una nueva promoción en 1997 vio, en los años siguientes (1997-2000), la aparición de jóvenes talentos, como Nicola Ventola, Diego De Ascentis, Marco Di Vaio, Gianluca Zambrotta, Simone Perrotta y Antonio Cassano. Especialmente grato fue el descubrimiento de Talentino, que dejó en las arcas de los galletti 60 mil millones de liras (unos 30 millones de euros) por su fichaje por la Roma en una época de dura crisis económica para el Bari. Esta vez lograron un período de cuatro años en la Serie A, bajo la dirección de Eugenio Fascetti, a pesar de su difícil relación con muchos sectores del club.

#### Estancia en Serie B (2001-2009)
Vuelto a la Serie B en 2001, el Bari, tuvo temporadas apenas de media tabla hasta el descenso a la Serie C1 en 2004, aunque se quedó en la segunda división italiana gracias a un repechaje debido a la quiebra de varios clubes. En 2009, bajo la guía de Antonio Conte, los bareses clasificaron primeros y volvieron a la Serie A 8 años después de su descenso.

#### De nuevo en Serie A (2009-2011)
En junio del 2009 se contrató a Giampiero Ventura luego que Antonio Conte dejó el cargo. El Bari terminó su temporada en la máxima división en el 10° lugar; sin embargo, la temporada siguiente lo vio clasificarse último, con el consiguiente descenso a la Serie B. Después de tres temporadas en la división de plata, el 10 de marzo del 2014, fue declarada la quiebra del A.S. Bari S.p.A. por el Tribunal de Bari; la época de los hermanos Matarrese llegó a su fin, tras 37 años.

### Football Club Bari 1908
El 23 de mayo del 2014 el Football Club Bari 1908, representado por el ex árbitro de fútbol Gianluca Paparesta, adquirió los bienes aún no embargados de la vieja entidad, incluidos el primer equipo y las categorías inferiores; el nuevo conjunto logró así quedarse en la Serie B. Sin embargo, el 16 de julio de 2018 el club no pudo inscribirse en la segunda división italiana, debido a la falta de recapitalización y las muchas deudas, y se quedó fuera de los campeonatos profesionales, quebrando por segunda vez en cuatro años.

### Società Sportiva Calcio Bari

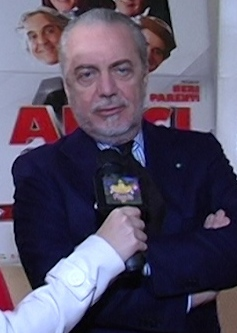
Aurelio De Laurentiis, fundador del S.S.C. Bari.

El 30 de agosto de 2018 el presidente del S. S. C. Napoli, Aurelio De Laurentiis, se hizo cargo del club mediante su empresa Filmauro, fundando la Società Sportiva Calcio Bari. El equipo fue admitido en la Serie D. Presidente del nuevo club es Luigi De Laurentiis, hijo de Aurelio.
En la primera temporada de la nueva entidad, el Bari se mantuvo en el primer lugar del Grupo I durante toda la temporada, ascendiendo a la Serie C con dos fechas de antelación el 18 de abril de 2019. El 12 de junio siguiente el club se convirtió en una sociedad por acciones.
En su tercer año consecutivo en la tercera categoría, al conquistar el grupo C, logró el ascenso directo a la Serie B, categoría que recuperó tras cuatro años de ausencia. En la temporada 2022-23 de la categoría de plata, el Bari terminó en la tercera posición y perdió la final del play-off contra el Cagliari. En los dos años siguientes, los galletti primero aseguraron la permanencia en la categoría al vencer en el play-out contra la Ternana, y finalmente se ubicaron en la novena posición.

## Uniforme
- Uniforme titular: Camiseta blanca con vivos rojos, pantalón blanco y medias blancas.
- Uniforme visitante: Camiseta roja con vivos blancos, pantalón rojo y medias rojas.
- Uniforme alternativo: Camiseta negra con vivos blancos, pantalón negro y medias negras.

### Evolución del Uniforme
| F.B.C. Bari | U.S. Ideale | F.C. Liberty |

| 1928-1929 | 1936-1937 | 1939-1940 | 1941-1942 | 1944-1945 |
| 1951-1952 | 1952-1953 | 1976-1977 | 1980-1981 | 1981-1982 |
| 1983-1984 | 1984-1985 | 1985-1986 | 1990-1991 | 1994-1995 |
| 1998-1999 | 2000-2001 | 2005-2006 | 2008-2009 | 2009-2010 |
| 2010-2011 | 2011-2012 | 2012-2013 | 2013-2014 | 2014-2015 |
| 2015-2016 | 2016-2017 | 2017-2018 | 2018-2019 | 2019-2020 |
| 2020-21   | 2021-2022 | 2022-2023 | 2023-2024 | 2024-2025 |

## Estadio

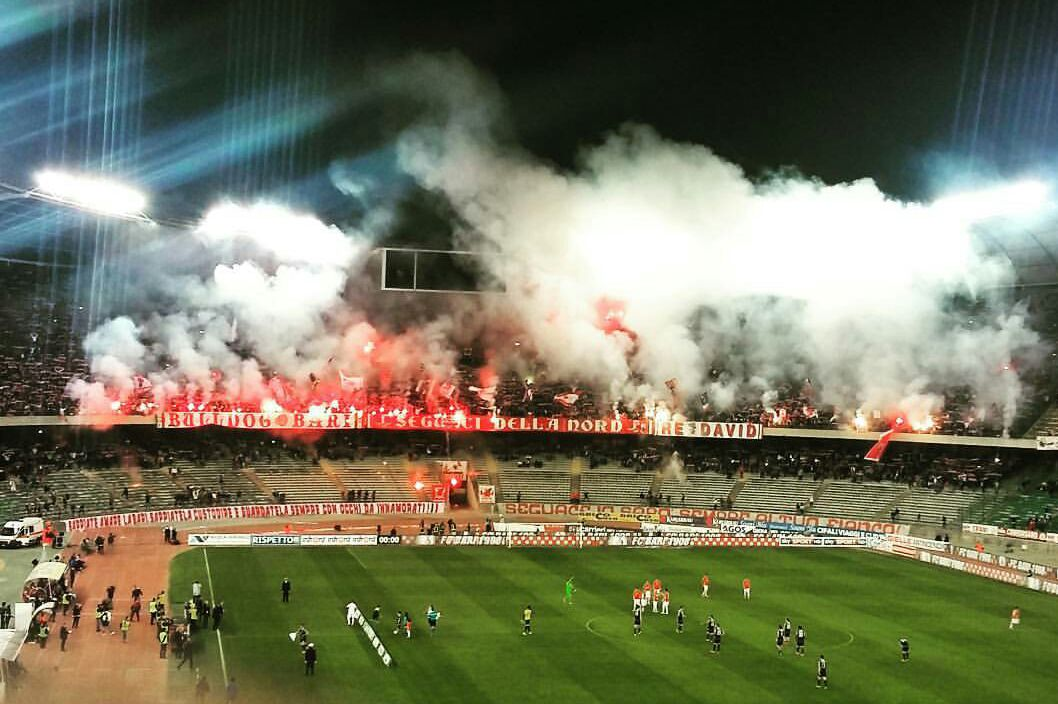
Hinchada del Bari en el Estadio San Nicola.

El Estadio San Nicola es un estadio multifuncional, pero principalmente dedicado a la práctica del fútbol ubicado en el barrio de Carbonara-Santa Rita, en la ciudad de Bari.
Fue construido en ocasión del Mundial de Italia '90. Tiene una capacidad de 58.270 asientos, siendo el tercer estadio más grande de Italia solo después del Giuseppe Meazza de Milán y del Olímpico de Roma.

## Jugadores

### Futbolistas históricos
- Massimo Carrera (1986-91)
- João Paulo (1989-94)
- Zvonimir Boban (1994-98)
- Marco Di Vaio (1996-97)
- Gianluca Zambrotta (1997-99)
- Simone Perrotta (1999-01)
- Antonio Cassano (1999-01)
- Jean-Francois Gillet (2000-03 y 2004-11)

## Palmarés

### Torneos nacionales
- Serie B (2): 1941-42, 2008-09.
- Serie C (4): 1954-55, 1966-67, 1976-77 y 2021-22.
- Serie C1 (1): 1983-84.
- Scudetto IV Serie (1): 1953-54.
- Serie D/I (1): 2018-19

### Torneos internacionales amistosos
- Copa Mitropa (1): 1990

## Rivalidades
Su máximo rival es el US Lecce en el "Derby de Puglia".
Otro rival tradicional es el Foggia Calcio en el denominado "Derby D'Puglia".
También mantiene pequeñas rivalidades con otros clubes vecinos de divisiones inferiores: Barletta, Monopoli y Taranto.
El "Derby del Mezzogiorno", enfrenta al SSC Napoli y al Bari. Dos clubes muy tradicionales del Sur de Italia.